# Robert Garrett (baloncestista)
Robert Garrett  (nacido el 18 de marzo de 1977 (47 años) en Ochsenfurt, Alemania)  es un jugador de baloncesto alemán. Con 1,94 de estatura, juega en la posición de escolta.

## Equipos
- 1996-1998 DJK Würzburg
- 1998-1999 SpVgg Rattelsdorf
- 1999-2001 DJK Würzburg
- 2001-2002 Würzburg Baskets
- 2002-2004 Skyliners Frankfurt
- 2004-2005 Basket Napoli
- 2004-2005 Teramo Basket
- 2005-2010 Brose Bamberg
- 2010-2011 Bayern de Múnich